# 小行星7072
小行星7072，即北京大學星（7072 Beijingdaxue）是一顆太陽系的小天體，軌道位于小行星帶。
該小行星是由北京天文台施密特CCD小行星計劃於1996年2月3日在中國河北省承德市興隆縣發現的，曾用名。
1998年，為紀念北京大學百年校慶而得名。